# Église épiscopalienne Toussaints de Chicago
L'église épiscopalienne Toussaints de Chicago (en anglais : All Saints Episcopal Church) est une église épiscopalienne située dans le quartier de Ravenswood (en) à Chicago, aux États-Unis. Cet édifice de style victorien est construit en 1883 et classé comme Chicago Landmark depuis 1982 avec le presbytère voisin.

## Historique
La congrégation locale se réunit d'abord dans une église méthodiste dans les environs.
L'église Toussaints est conçue par l'architecte John C. Cochrane (en) et construite en 1883 au croisement de Wilson Avenue et de Hermitage Avenue. Elle est un des rares exemples de style Stick (en) à Chicago, et la plus vieille église à pans de bois de la ville,. Le bois a probablement été utilisé en raison du coût élevé d'autres matériaux comme la pierre. En outre, l'église se situe originellement en dehors des limites de la ville de Chicago, où les constructions en bois sont interdites à la suite du Grand incendie de 1871. Les premiers vitraux sont fabriqués par l'entreprise Healy & Millet (en). Le presbytère voisin est conçu dans le style néo-Tudor par John Hulla en 1905. La paroisse émet l'intention de démolir et de remplacer l'église au début des années 1900, mais ce projet est empêché par la Grande Dépression.
La communauté propsère dans les années 1950, mais l'assistance commence à diminuer en 1960 à tel point que l'église menace de fermer en 1992, bien qu'elle ait été classée comme monument de Chicago dix années auparavant. Alors qu'elle ne compte qu'une trentaine de membres en 1992, l'assemblée retrouve de la vigueur au point d'être considérée comme « la congrégation épiscopalienne de Chicago à la croissance la plus rapide »,. Un projet de rénovation de l'église commence en 1992 et s'achève en 2016 pour un coût de 2 millions de dollars pour rénover les problèmes structurels et la façade de l'église.
L'église est vandalisée en novembre 2009.
En 2017, l'église reçoit le Richard H. Driehaus Foundation Preservation Award,.

## Architecture
Cet édifice de style Stick (en) est maintenu par une structure saillante en pan de bois mise en valeur par sa couleur différente de celle du bardage à clins recouvert de stuc.
La plupart des fenêtres datent de la période de construction de l'édifice. La fenêtre située au pied du clocher était autrefois la porte d'entrée principale de l'église.
Le presbytère de style néo-Tudor  est relié à l'église par un couloir ajouté dans les années 1920.

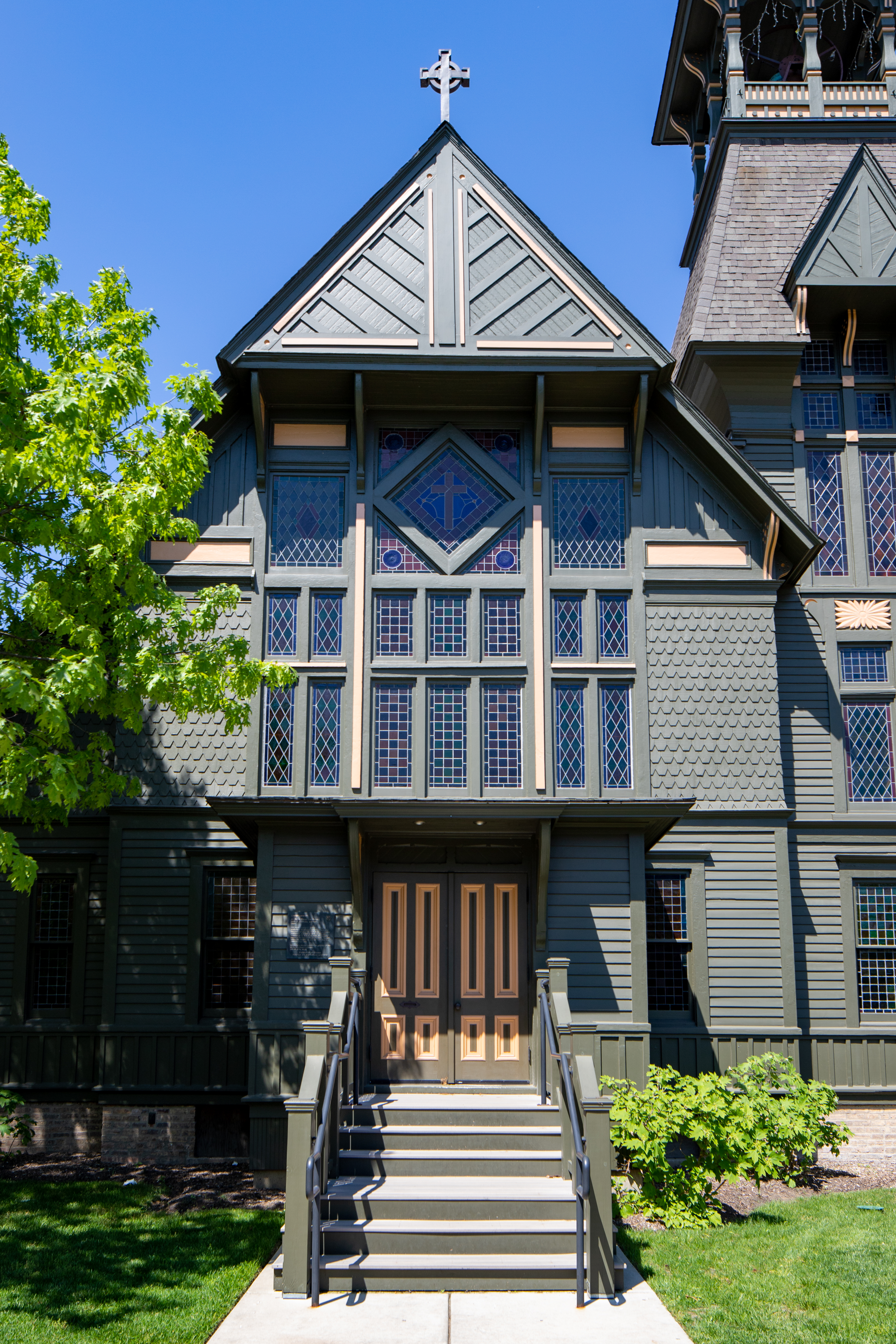
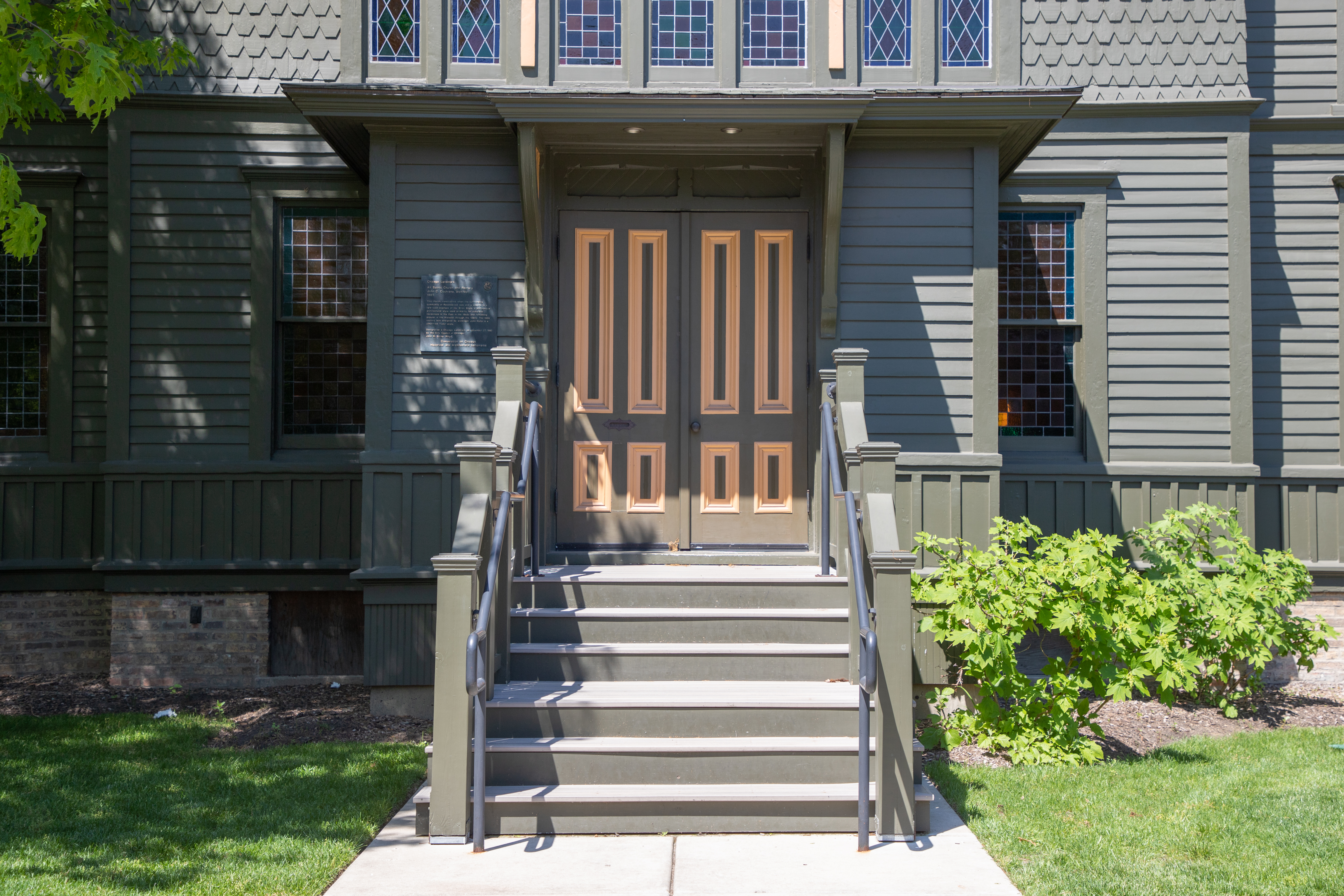
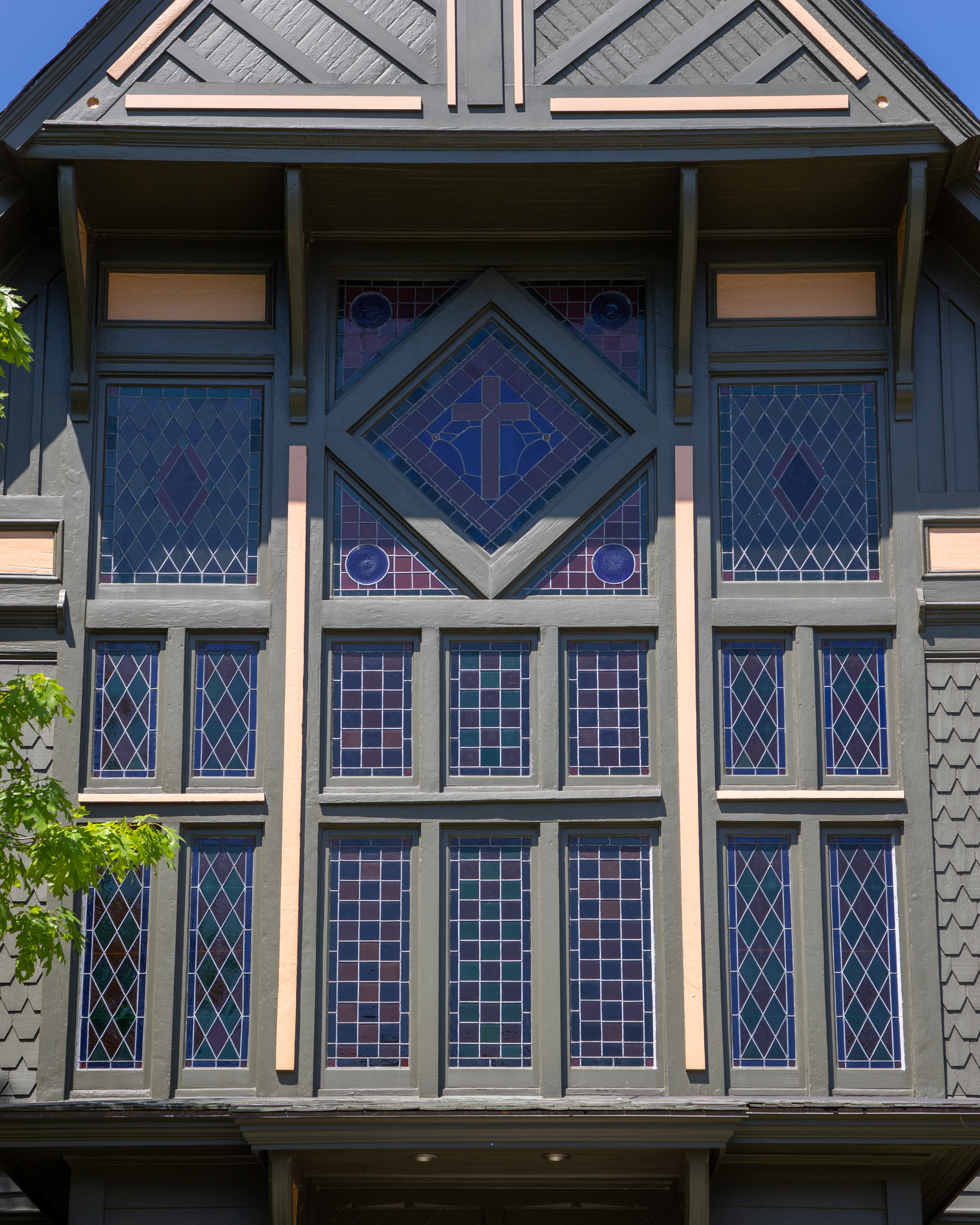
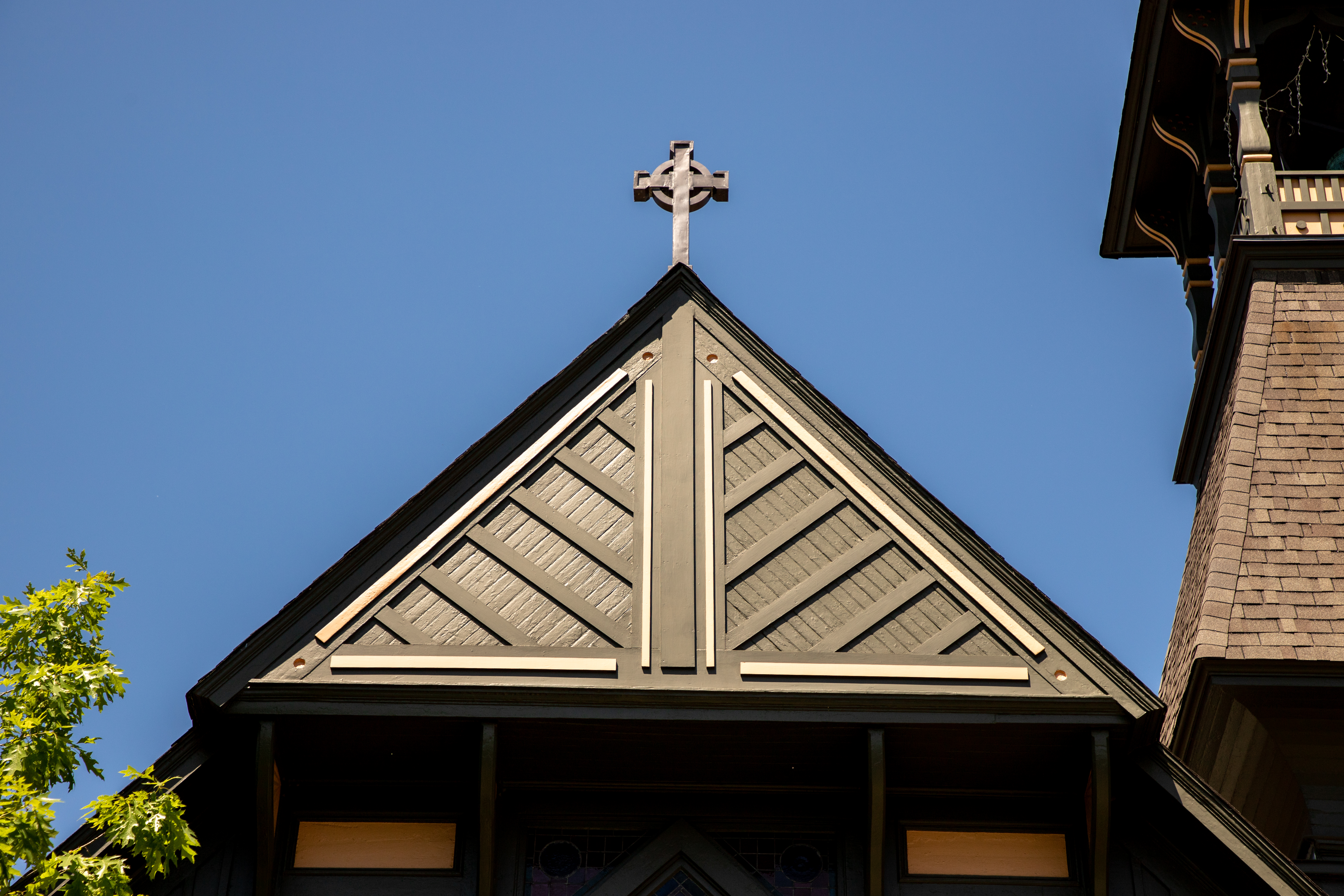
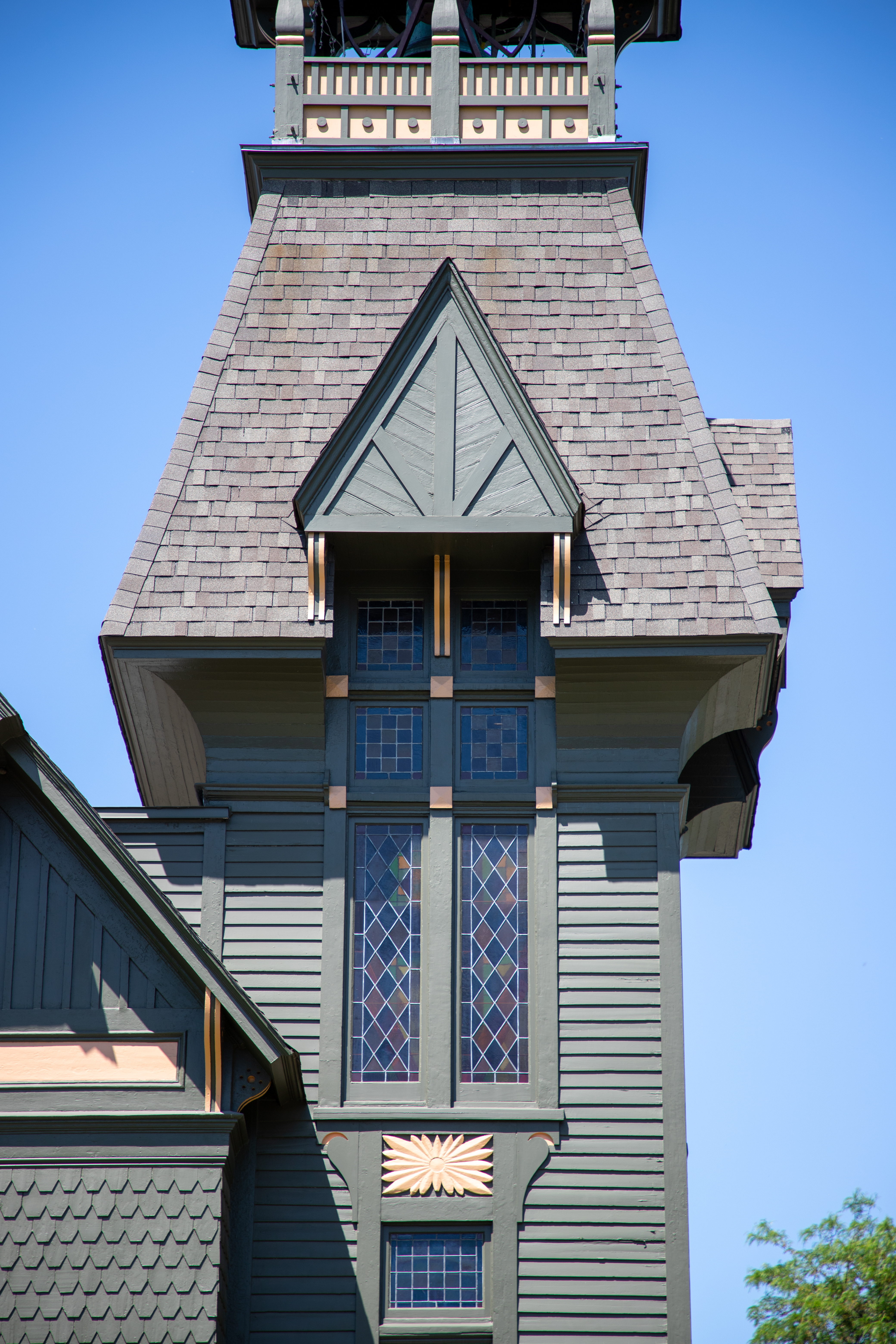
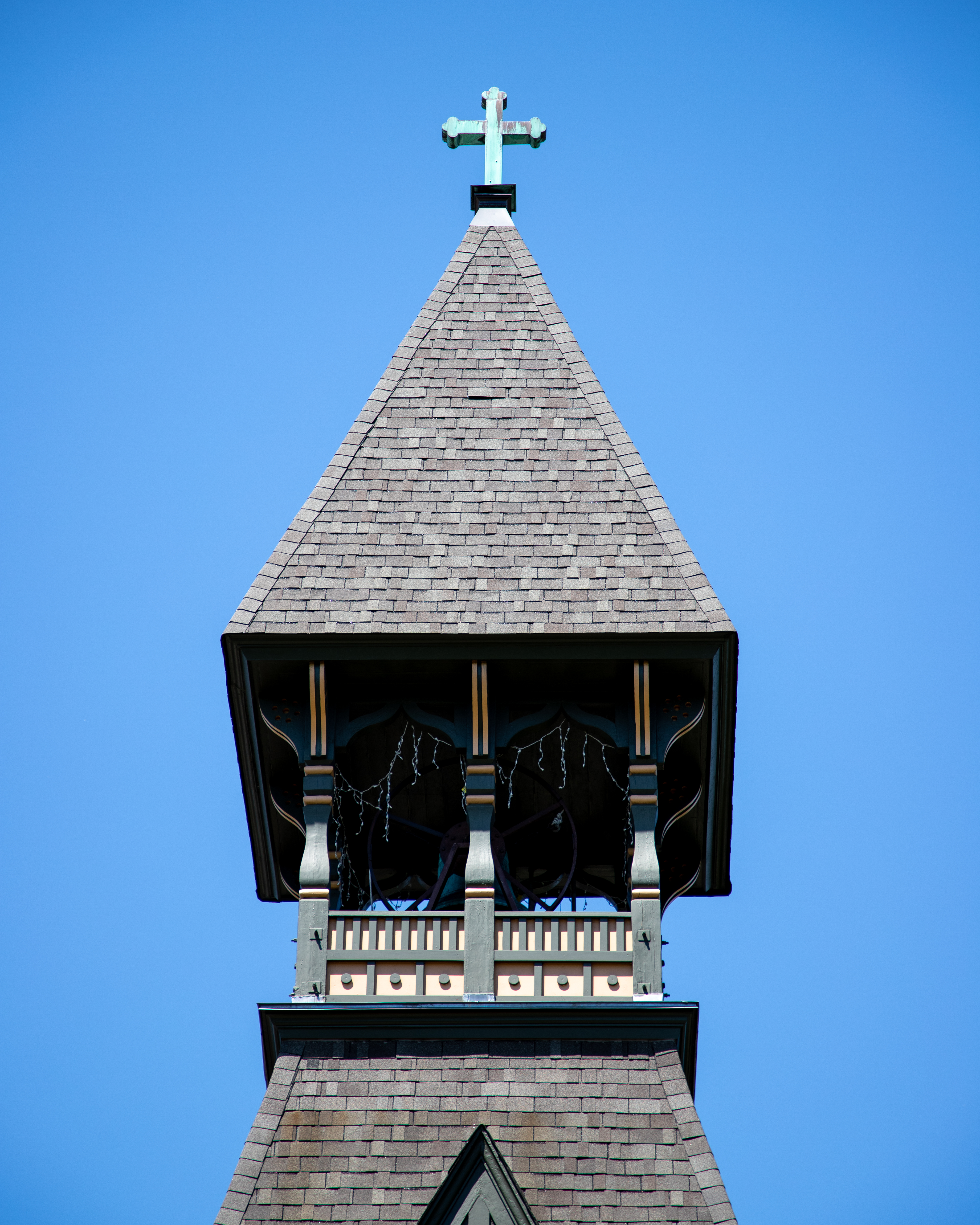

## Vie religieuse
Dans cette église, le culte domincal est rendu selon les traditions Basse Église et « Église large ». La fête mexicaine du Jour des morts y est célébrée chaque année en même temps que la Toussaint ; durant cette cérémonie, un brass band type « New Orleans » accompagne le chœur.
Une fois par an, l'Église offre une bénédiction des animaux de compagnie (en), dont de chiens, de chats, de lapins et de lézards.
En outre, la congrégation vient en aide aux résidents défavorisés du quartier, accueillant parfois jusqu'à 400 personnes par semaine.

## Dans la littérature
Le poète Carl Sandburg a probablement été un des premiers fidèles de l'église Toussaints. Dans son poème Onion Days, il décrit ainsi Jasper, un vendeur de produits fermiers :
« Jasper belongs to an Episcopal church in Ravenswood and on certain Sundays
He enjoys chanting the Nicene Creed with his daughters on each side of him joining their voices with his. »
— Sandburg, Onion Days

« Jasper est membre de l'église épiscopalienne de Ravenswood et certains dimanches,
Il se plait à chanter le symbole de Nicée entouré de ses filles qui joignent ses voix à la sienne. »
— Onion Days
Il est très probable que ce passage fasse référence à l'église Toussaints, car c'est alors la seule église épiscopalienne présente dans le quartier de Ravenswood.